# Tiberio Cenci
Tiberio Cenci (ur. w 1580 w Rzymie, zm. 26 lutego 1653 tamże) – włoski kardynał.

## Życiorys
Urodził się w 1580 roku w Rzymie, jako syn Ludovica Cenciego i Laury Lante. Uzyskał doktorat utroque iure i został szambelanem papieskim oraz referendarzem Trybunału Obojga Sygnatur. 24 listopada 1621 roku został wybrany biskupem Jesi. 6 marca 1645 roku został kreowany kardynałem prezbiterem i otrzymał kościół tytularny San Callisto. Zmarł 26 lutego 1653 roku w Rzymie.